# Седік Афган
Седік Афган (дарі-перська: صدیق افغان) — афганський математик. Він є засновником і керівником Всесвітнього центру філософських досліджень математики в Кабулі, Афганістан. Він також політичний активіст. Він відіграв помітну роль у протестах у Кабулі щодо проблем, пов’язаних з Афганістаном та ісламом, включаючи антиамериканський протест у 2003 році, голодування на знак протесту проти побиття журналістів афганськими силовиками у 2006 році та ще одне голодування на знак протесту проти 
карикатур на датчан на Мухаммеда у 2005-2006 роках., голодування на знак протесту проти побиття журналістів афганськими офіцерами безпеки у 2006 році та ще одне голодування на знак протесту проти данських мультфільмів про Мухаммеда 2008 року.
У червні 2023 року в ЗМІ з'явилися повідомлення, що Седік Афган передбачив "катастрофу з глобальними наслідками", яка має статися 17 липня 2023 року.

## Інтернет-ресурси
- Siddiq Afghan's official website